# Ivan Dolac
Ivan Dolac (italsky Ivan Dolaz) je malá vesnice a přímořské letovisko v Chorvatsku ve Splitsko-dalmatské župě, nacházející se na jihu ostrova Hvar, spadající pod opčinu Jelsa. Vesnice leží u zátoky Paklina a nachází se zde několik pláží. V roce 2011 zde trvale žilo 39 obyvatel.
Ivan Dolac je přímo silničně spojen s vesnicemi Jagodna a Zavala. Jediné silniční spojení vesnice se zbytkem ostrova je přes tunel Pitve–Zavala.